# Aillevillers-et-Lyaumont
Aillevillers-et-Lyaumont est une commune française située dans le département de la Haute-Saône, en Franche-Comté, dans la région administrative Bourgogne-Franche-Comté.

## Géographie
| Trémonzey (Vosges)                                            | Le Clerjus (Vosges)      | Plombières-les-Bains (Vosges) |
| Fontenoy-le-Château (Vosges) Bouligney Saint-Loup-sur-Semouse | Aillevillers-et-Lyaumont | Fougerolles-Saint-Valbert     |
| Fleurey-lès-Saint-Loup                                        | Magnoncourt, Corbenay    | La Vaivre                     |

### Climat
Pour des articles plus généraux, voir Climat de la Bourgogne-Franche-Comté et Climat de la Haute-Saône.
En 2010, le climat de la commune est de type climat de montagne, selon une étude du Centre national de la recherche scientifique s'appuyant sur une série de données couvrant la période 1971-2000. En 2020, Météo-France publie une typologie des climats de la France métropolitaine dans laquelle la commune est exposée à un climat semi-continental et est dans la région climatique Lorraine, plateau de Langres, Morvan, caractérisée par un hiver rude (1,5 °C), des vents modérés et des brouillards fréquents en automne et hiver.
Pour la période 1971-2000, la température annuelle moyenne est de 9,8 °C, avec une amplitude thermique annuelle de 17,1 °C. Le cumul annuel moyen de précipitations est de 1 148 mm, avec 13,3 jours de précipitations en janvier et 10,2 jours en juillet. Pour la période 1991-2020, la température moyenne annuelle observée sur la station météorologique installée sur la commune est de 10,6 °C et le cumul annuel moyen de précipitations est de 1 175,0 mm. 
La température maximale relevée sur cette station est de 40,6 °C, atteinte le 25 juillet 2019 ; la température minimale est de −23,5 °C, atteinte le 6 janvier 1985,,.
| Mois                                  | jan.             | fév.             | mars          | avril         | mai             | juin          | jui.           | août           | sep.            | oct.            | nov.           | déc.          | année      |
| ------------------------------------- | ---------------- | ---------------- | ------------- | ------------- | --------------- | ------------- | -------------- | -------------- | --------------- | --------------- | -------------- | ------------- | ---------- |
| Température minimale moyenne (°C)     | −1,6             | −1,5             | 0,8           | 3,6           | 7,8             | 11,2          | 13,1           | 12,8           | 9               | 6               | 2              | −0,5          | 5,2        |
| Température moyenne (°C)              | 2,1              | 3                | 6,5           | 10            | 14,1            | 17,7          | 19,7           | 19,4           | 15,2            | 11,1            | 5,9            | 2,9           | 10,6       |
| Température maximale moyenne (°C)     | 5,7              | 7,5              | 12,2          | 16,4          | 20,4            | 24,2          | 26,3           | 26             | 21,3            | 16,2            | 9,9            | 6,3           | 16         |
| Record de froid (°C) date du record   | −23,5 06.01.1985 | −22,5 25.02.1986 | −16 01.03.05  | −7 13.04.1986 | −3,5 01.05.1962 | −1 01.06.1986 | 0,5 06.07.1984 | 3,1 28.08.1966 | −0,5 30.09.1995 | −6,5 30.10.1997 | −12 23.11.1998 | −18 20.12.09  | −23,5 1985 |
| Record de chaleur (°C) date du record | 18 01.01.23      | 22 27.02.19      | 26,1 30.03.21 | 30 28.04.12   | 33 25.05.09     | 37,6 26.06.19 | 40,6 25.07.19  | 39,5 12.08.03  | 33,4 03.09.1962 | 28,3 02.10.23   | 23,5 07.11.15  | 17,2 31.12.22 | 40,6 2019  |
| Précipitations (mm)                   | 104,6            | 89,7             | 88,6          | 74,9          | 102,6           | 80,9          | 90,6           | 95,6           | 91,5            | 110             | 120,1          | 125,9         | 1 175      |

| Diagramme climatique                                  |             |             |             |              |              |              |            |           |          |           |              |
| J                                                     | F           | M           | A           | M            | J            | J            | A          | S         | O        | N         | D            |
| 5,7−1,6104,6                                          | 7,5−1,589,7 | 12,20,888,6 | 16,43,674,9 | 20,47,8102,6 | 24,211,280,9 | 26,313,190,6 | 2612,895,6 | 21,3991,5 | 16,26110 | 9,92120,1 | 6,3−0,5125,9 |
| Moyennes : • Temp. maxi et mini °C • Précipitation mm |             |             |             |              |              |              |            |           |          |           |              |

Les paramètres climatiques de la commune ont été estimés pour le milieu du siècle (2041-2070) selon différents scénarios d'émission de gaz à effet de serre à partir des nouvelles projections climatiques de référence DRIAS-2020. Ils sont consultables sur un site dédié publié par Météo-France en novembre 2022.

## Urbanisme

### Typologie
Au 1er janvier 2024, Aillevillers-et-Lyaumont est catégorisée commune rurale à habitat dispersé, selon la nouvelle grille communale de densité à sept niveaux définie par l'Insee en 2022.
Elle est située hors unité urbaine. Par ailleurs la commune fait partie de l'aire d'attraction de Luxeuil-les-Bains, dont elle est une commune de la couronne,. Cette aire, qui regroupe 41 communes, est catégorisée dans les aires de moins de 50 000 habitants,.

### Occupation des sols
L'occupation des sols de la commune, telle qu'elle ressort de la base de données européenne d’occupation biophysique des sols Corine Land Cover (CLC), est marquée par l'importance des forêts et milieux semi-naturels (67,4 % en 2018), une proportion sensiblement équivalente à celle de 1990 (68,1 %). La répartition détaillée en 2018 est la suivante : 
forêts (67,4 %), zones agricoles hétérogènes (13,8 %), prairies (9,7 %), terres arables (4,9 %), zones urbanisées (3,3 %), zones industrielles ou commerciales et réseaux de communication (0,9 %). L'évolution de l’occupation des sols de la commune et de ses infrastructures peut être observée sur les différentes représentations cartographiques du territoire : la carte de Cassini (XVIIIe siècle), la carte d'état-major (1820-1866) et les cartes ou photos aériennes de l'IGN pour la période actuelle (1950 à aujourd'hui).

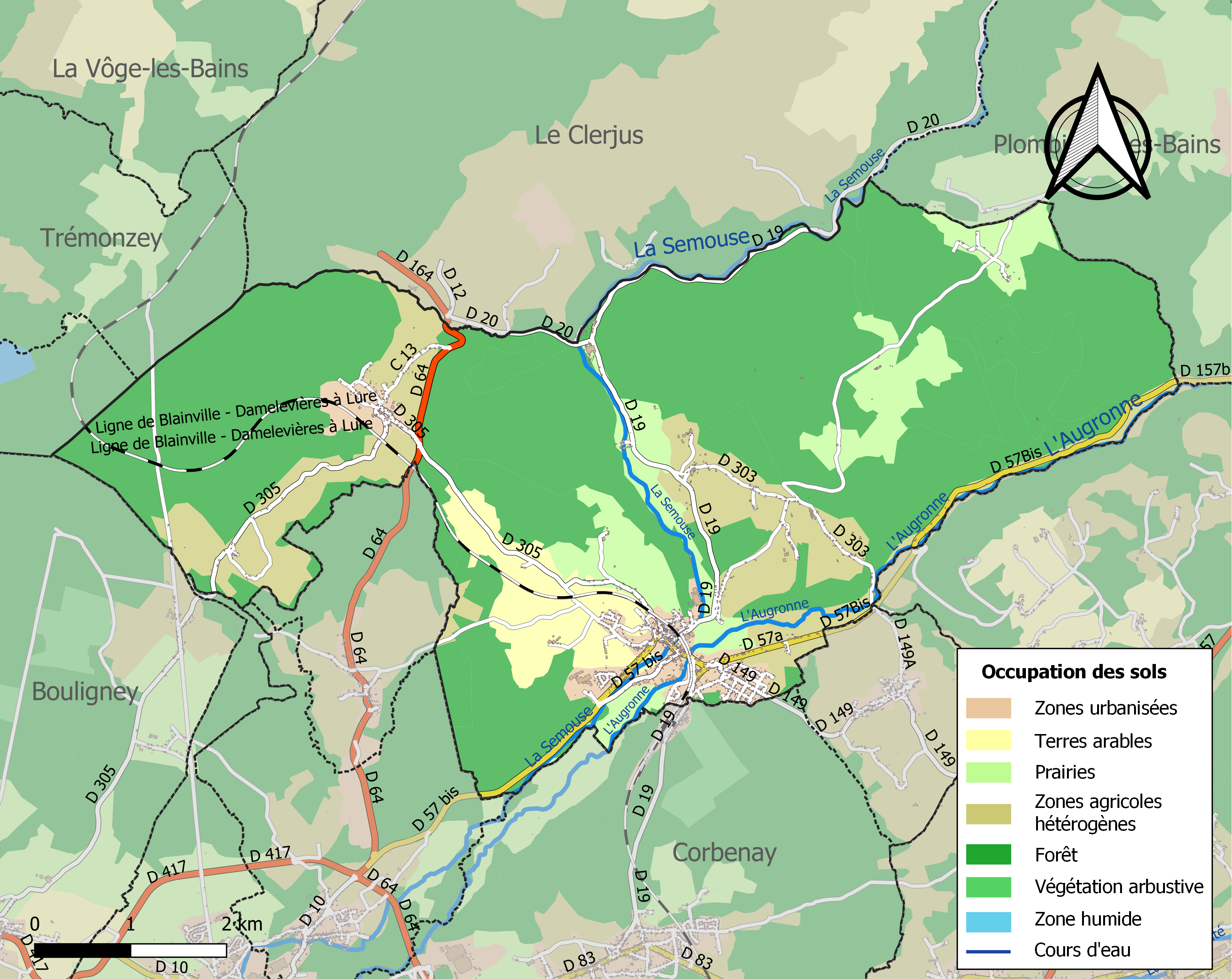
Carte des infrastructures et de l'occupation des sols de la commune en 2018 (CLC).

## Histoire
Le territoire d'Aillevillers est une terre dite de surséance;  régulièrement convoitée entre Lorrains et Comtois jusqu'au XVIIIe siècle.[réf. nécessaire]
Aillevillers absorbe en 1808 la commune de Lyaumont et devient Aillevillers-et-Lyaumont.

### La cerise
Le décret du 3 mai 2010 homologue l'appellation d'origine contrôlée kirsch de Fougerolles. Le territoire d'Aillevillers est compris dans cet AOC.
Même si Fougerolles est connu pour être le « pays de la cerise », il ne faut pas oublier qu'Aillevillers disposait aussi de nombreuses distilleries dès le milieu du XIXe siècle.
Pour preuve, ci-dessous une liste de quelques-unes d'entre elles : 
- Distillerie Chaput-Nobert (fondée vers 1895, elle fonctionna jusqu'au milieu du XXe siècle) ;
- Distillerie Godard (attestée en 1876, elle fonctionna jusqu'au milieu du XXe siècle) ;
- Distillerie Robert, puis Cholley (fondée en 1872 à Fougerolles, la distillerie Robert est transférée à Aillevillers en 1876. Cessation d'activité en 1976) ;
- Distillerie Causeret-Parisot, puis Causeret (fondée en 1891. Cessation d'activité vers 1905) ;
- Distillerie Pernet (fondée en 1864, par un négociant de Rambervillers (88). Fonctionne jusqu'au milieu des années 1960, où elle est reprise par les distilleries Raspiller puis Saguin de Fougerolles) ;
- Distillerie Grandjean et Fils (fondée vers 1840).

## Politique et administration

### Rattachements administratifs et électoraux
La commune fait partie de l'arrondissement de Lure du département de la Haute-Saône,  en région Bourgogne-Franche-Comté. Pour l'élection des députés, elle dépend de la première circonscription de la Haute-Saône.
Elle fait partie depuis 1801 du canton de Saint-Loup-sur-Semouse. Dans le cadre du redécoupage cantonal de 2014 en France, le territoire du canton s'est agrandi, passant de 13 à 23 communes.

### Intercommunalité
La commune était membre de la communauté de communes du val de Semouse, créée le 20 décembre 2001.
Dans le cadre des prescriptions du schéma départemental de coopération intercommunale approuvé en décembre 2011 par le préfet de Haute-Saône, et qui prévoit notamment la fusion de la communauté de communes des belles sources, de la communauté de communes Saône et Coney et de la communauté de communes du val de Semouse, la commune est désormais membre de la communauté de communes de la Haute Comté, créée le 1er janvier 2014.

### Liste des maires

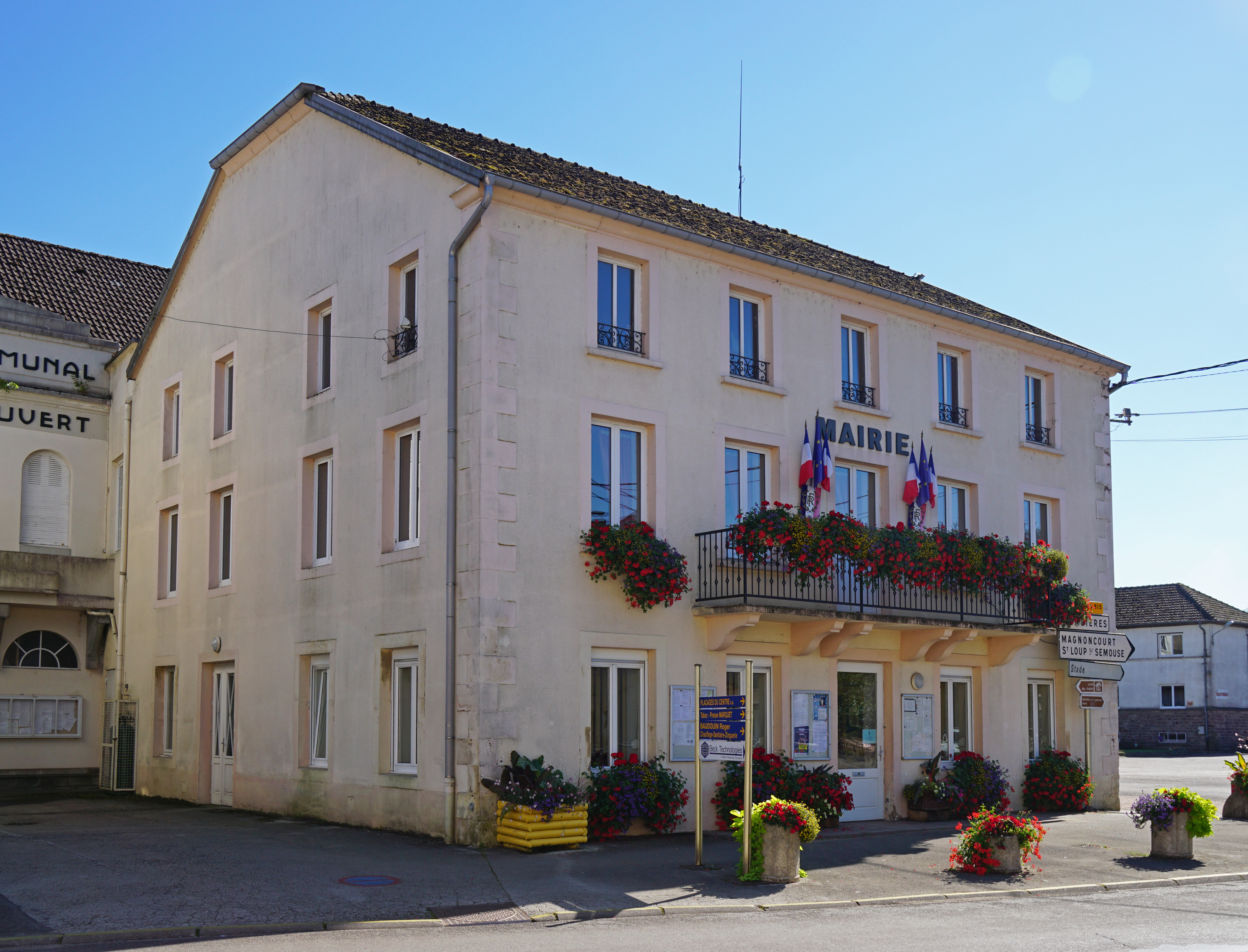
La mairie.

| Période                                  | Période                   | Identité             | Étiquette | Qualité |
| ---------------------------------------- | ------------------------- | -------------------- | --------- | --- |
| Les données manquantes sont à compléter. |                           |                      |           | |
| maire d'Aillevillers en 1954             |                           | Arthur Godard        |           | |
| Les données manquantes sont à compléter. |                           |                      |           | |
| 1977                                     | 1995                      | Jean-Marie Chaise    |           | Chef d'entreprise |
| 1995                                     | mars 2008                 | Nadine Bathelot      | PS        | Suppléante du sénateur Yves Krattinger Conseillère générale puis départementale de St-Loup-sur-Semouse (2008 → ) Vice-présidente du conseil général[Quand ?] Première maire-adjointe de Aillevillers-et-Lyaumont (2014 → )      |
| mars 2008                                | mars 2014                 | Michèle Lepaul       | UMP-LR    | |
| mars 2014,                               | En cours (au 1 juin 2020) | Jean-Claude Tramesel | PS        | Cadre d’industrie retraité et lieutenant de pompiers volontaires Vice-président de la communauté de communes du val de Semouse (2008 → 2014) Vice-président de la CC de la Haute Comté (2014 → ) Réélu pour le mandat 2020-2026 |

## Population et société

### Démographie
En 2022, Aillevillers-et-Lyaumont comptait 1440 habitants. À partir du XXIe siècle, les recensements réels des communes de moins de 10 000 habitants ont lieu tous les cinq ans. Les autres « recensements » sont des estimations.
| 1793  | 1800  | 1806  | 1821  | 1831  | 1836  | 1841  | 1846  | 1851  |
| ----- | ----- | ----- | ----- | ----- | ----- | ----- | ----- | ----- |
| 1 309 | 1 550 | 1 534 | 1 708 | 2 741 | 2 740 | 2 767 | 2 833 | 2 784 |

| 1856  | 1861  | 1866  | 1872  | 1876  | 1881  | 1886  | 1891  | 1896  |
| ----- | ----- | ----- | ----- | ----- | ----- | ----- | ----- | ----- |
| 2 480 | 2 565 | 2 755 | 2 745 | 2 712 | 2 811 | 2 869 | 2 872 | 2 906 |

| 1901  | 1906  | 1911  | 1921  | 1926  | 1931  | 1936  | 1946  | 1954  |
| ----- | ----- | ----- | ----- | ----- | ----- | ----- | ----- | ----- |
| 2 940 | 2 862 | 2 893 | 2 620 | 2 652 | 2 640 | 2 407 | 2 305 | 2 215 |

| 1962  | 1968  | 1975  | 1982  | 1990  | 1999  | 2004  | 2006  | 2009  |
| ----- | ----- | ----- | ----- | ----- | ----- | ----- | ----- | ----- |
| 2 158 | 2 058 | 2 020 | 1 981 | 1 883 | 1 849 | 1 679 | 1 633 | 1 677 |

| 2014  | 2019  | 2022  | - | - | - | - | - | - |
| ----- | ----- | ----- | - | - | - | - | - | - |
| 1 589 | 1 490 | 1 440 | - | - | - | - | - | - |

### Services publics
Une bibliothèque, une gare et un bureau de poste sont présents sur la commune. Les autres services publics sont disponibles à Luxeuil-les-Bains et Lure.

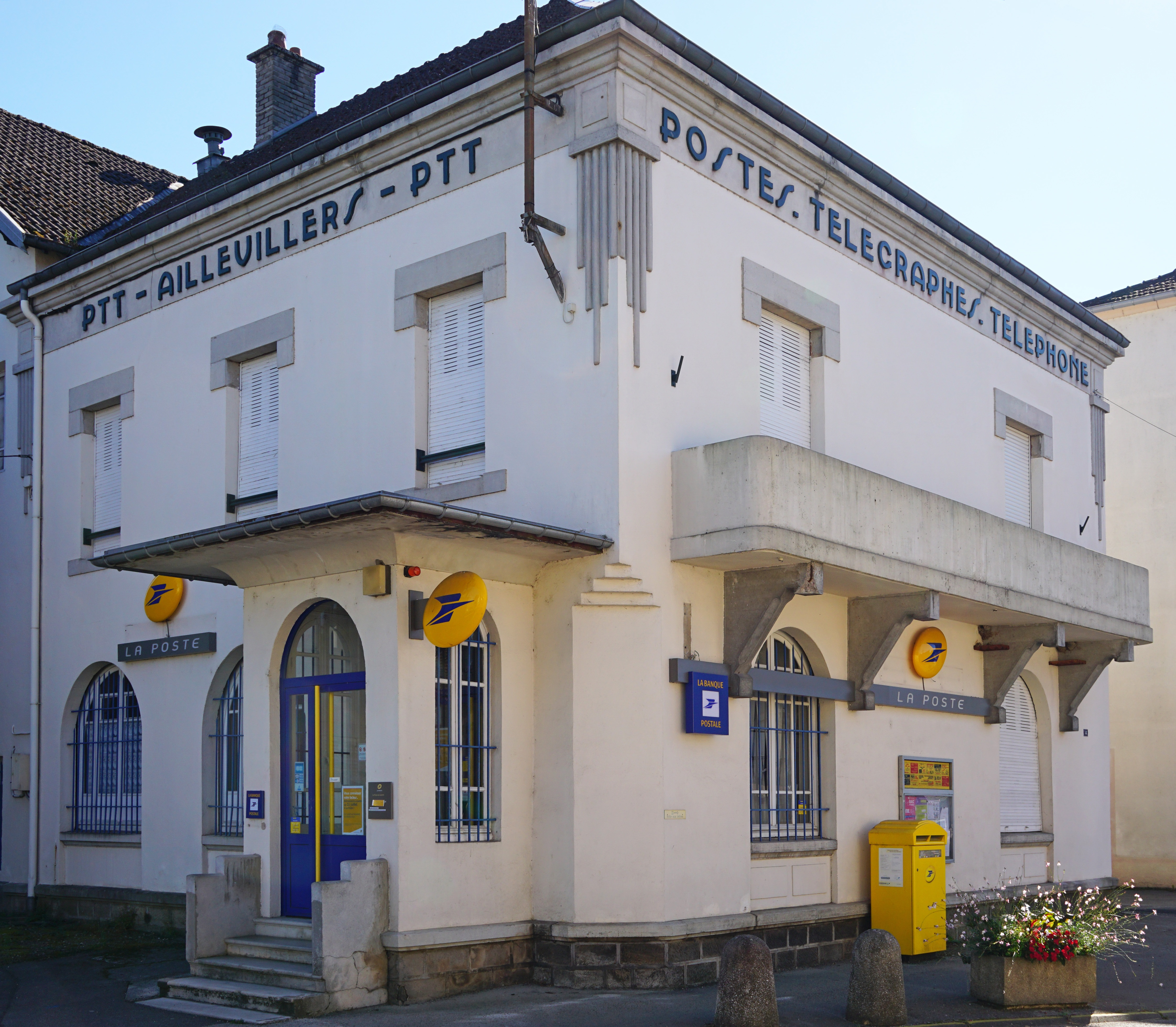
La poste.
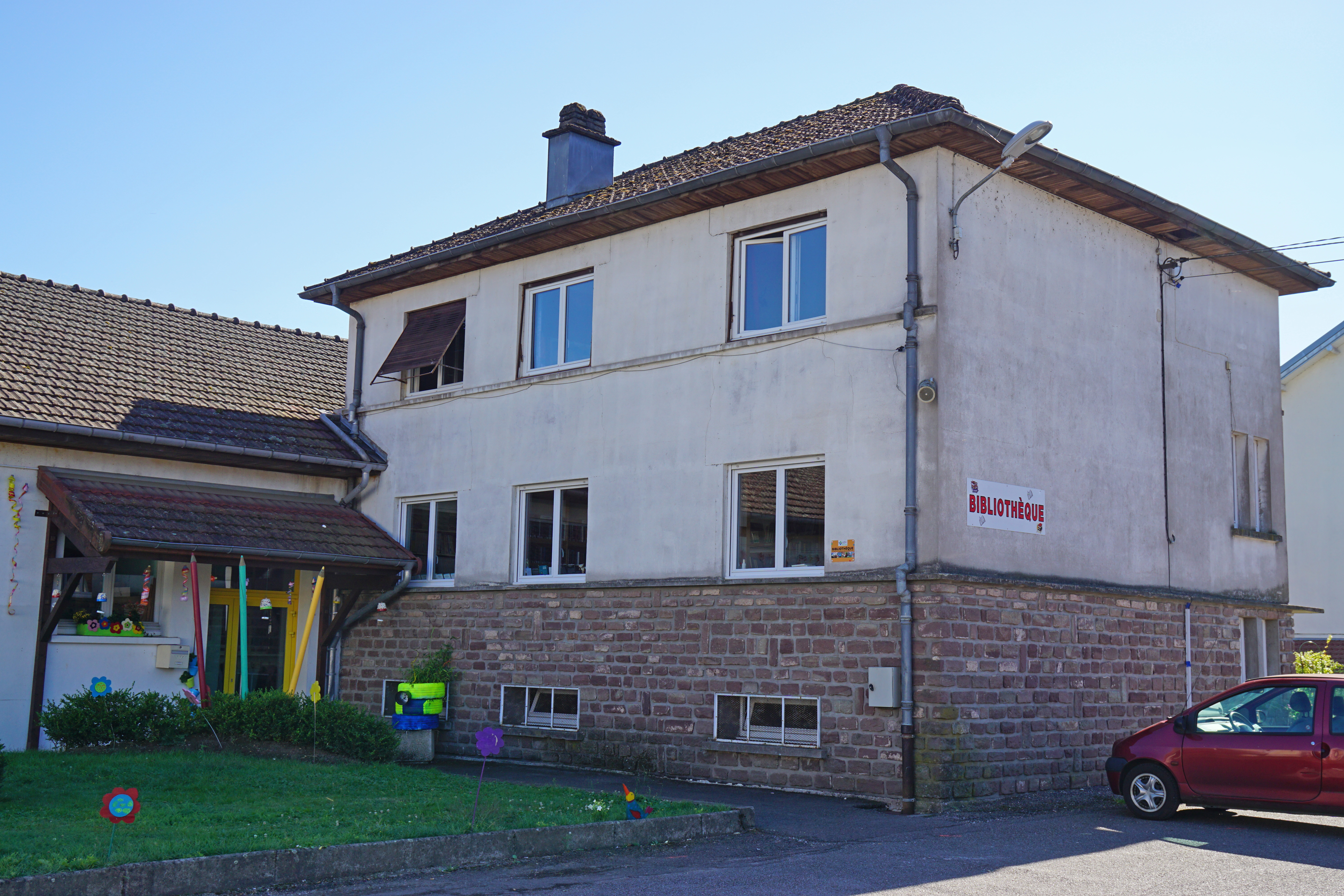
La bibliothèque.
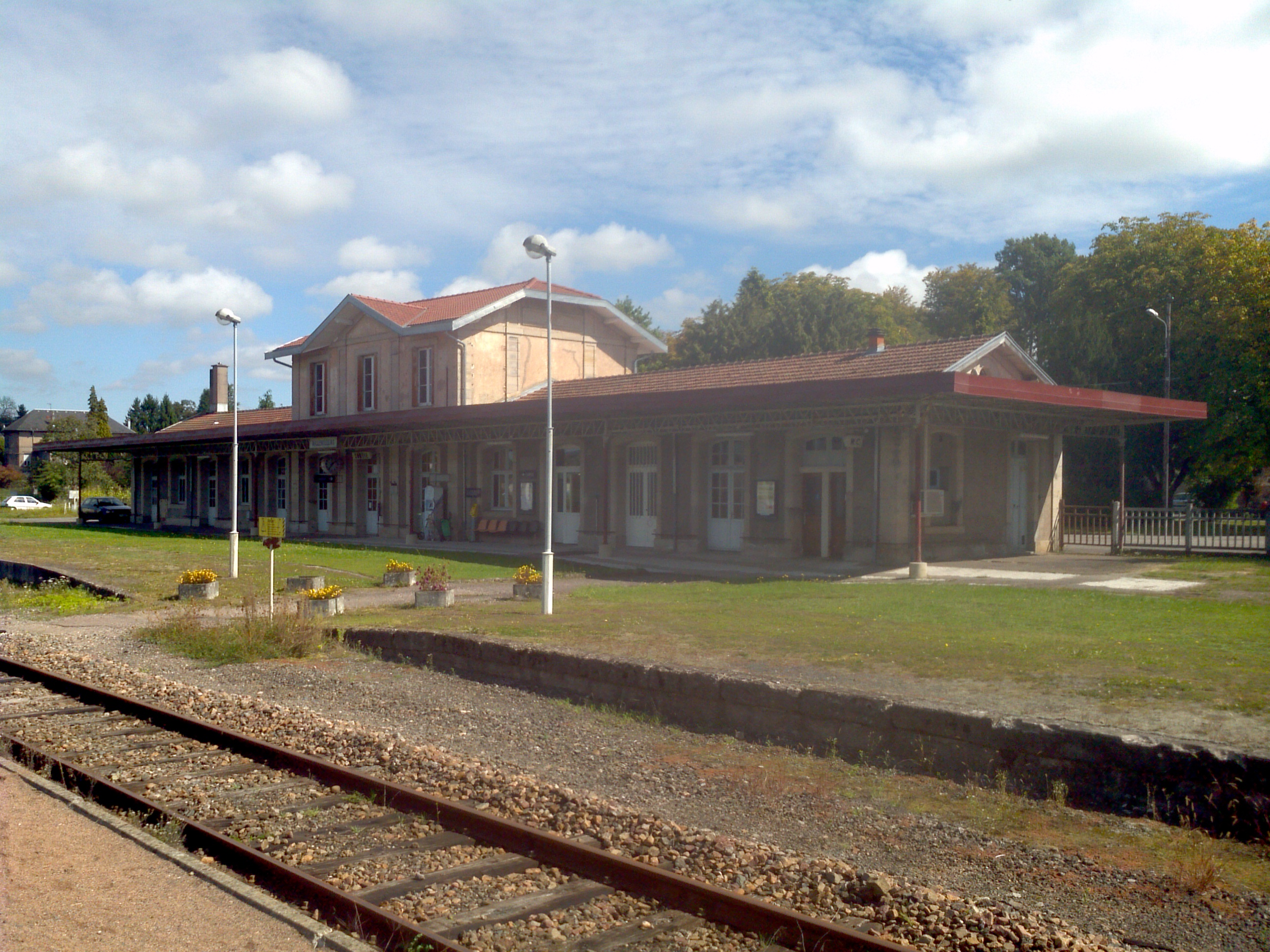
La gare.

## Culture locale et patrimoine

### Lieux et monuments
- Les chalots : annexes des fermes qui servaient à la conservation du grain.
- Les monuments aux morts.
- L'église de la Décollation-de-Saint-Jean-Baptiste.
- Le grand pont de la voie ferrée.
- La Grande Chaudeau ou château de Buyer[23], château construit en 1809 par l'architecte bisontin Claude Antoine Colombot, pour Marie-Françoise, veuve de Charles-Joseph de Buyer (château, écurie, ferme, rendez-vous de chasse, conciergerie et parc).
- La Petite Chaudeau ou château Demandre[24], château construit entre 1836 et 1839 par l'architecte A. Grandmougin, pour l'industriel Claude-François Demandre (château, écurie, chenil, logement, remise et parc).
- Tréfilerie[25]

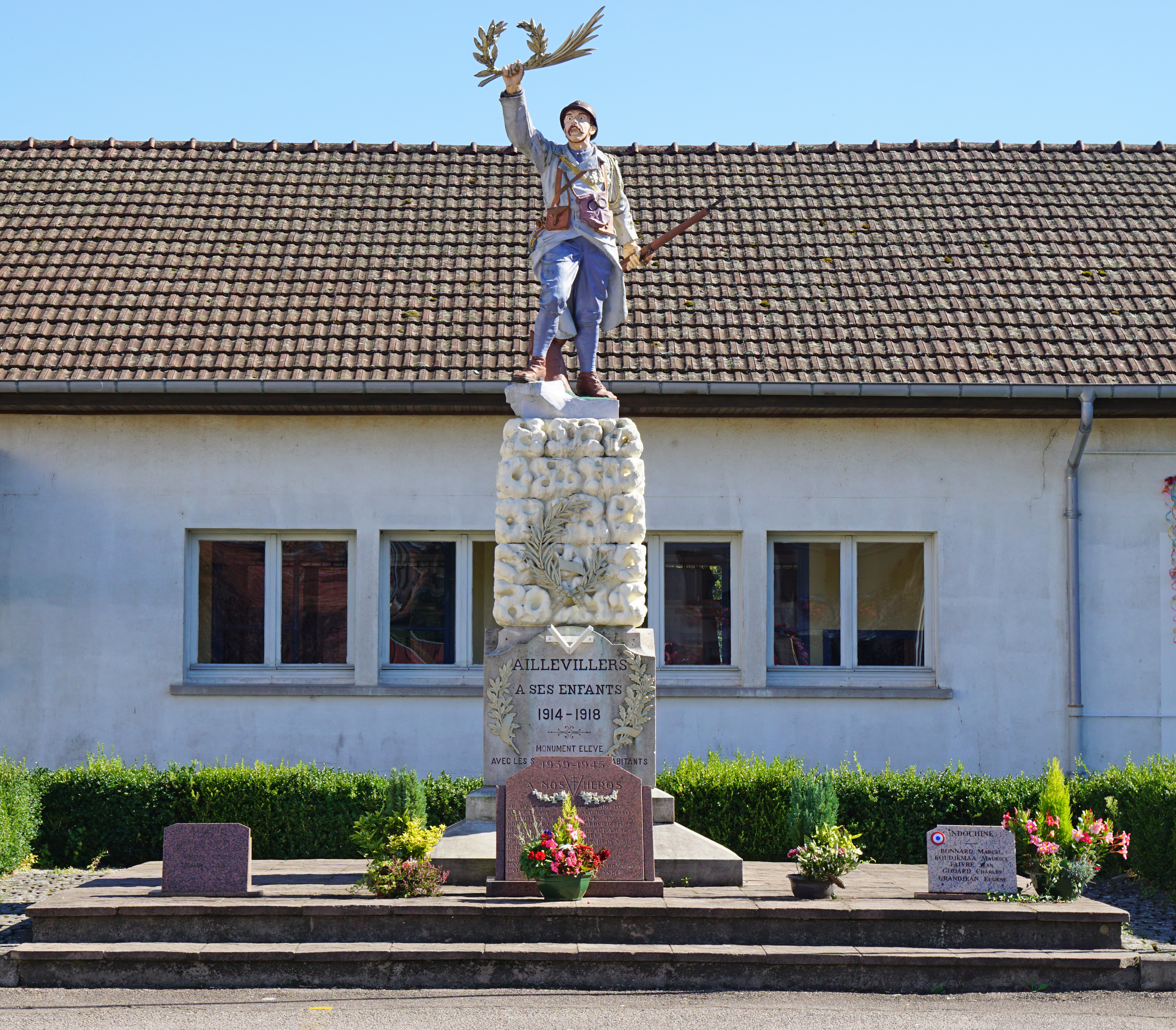
Monument aux morts principal.
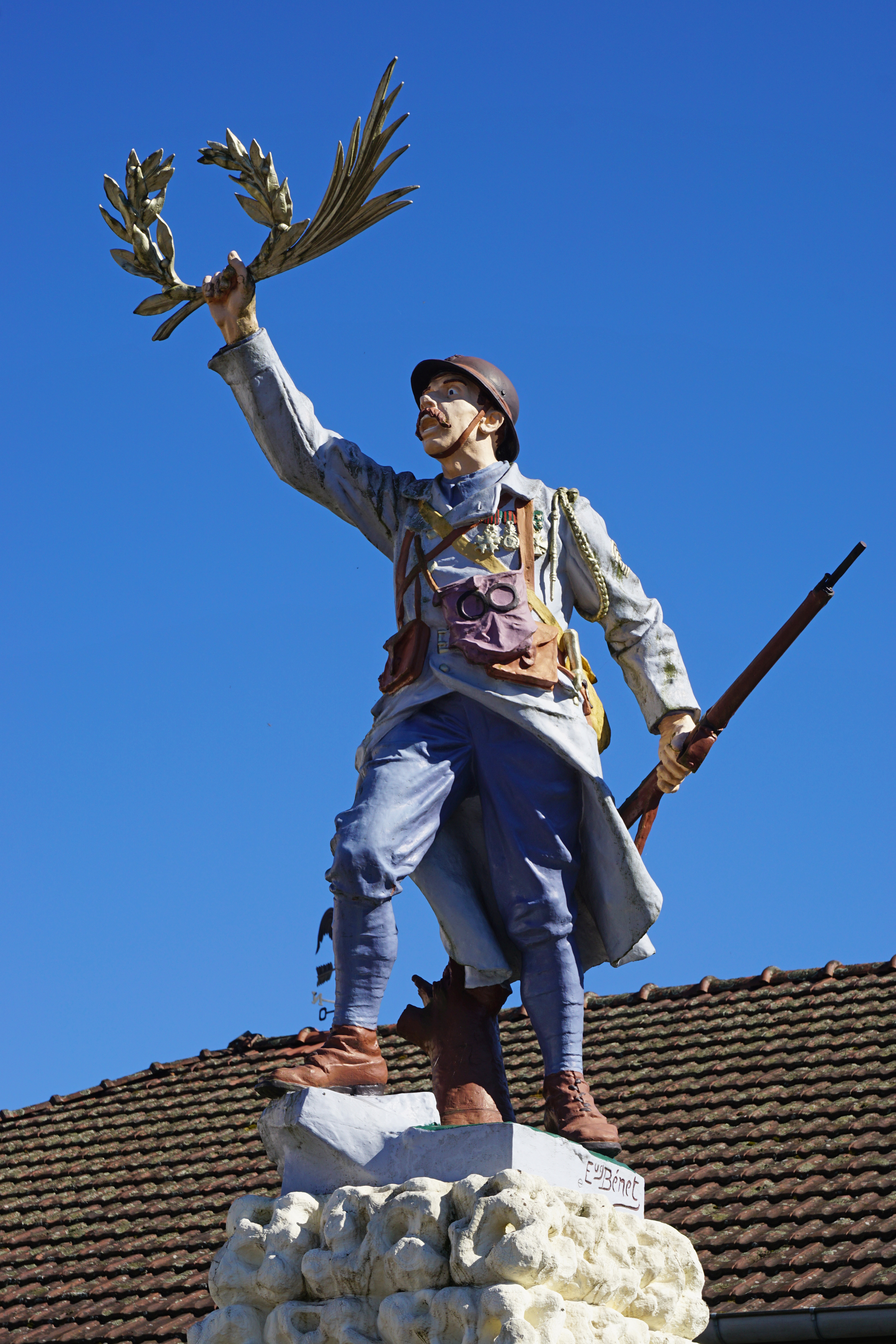
Sa statue.
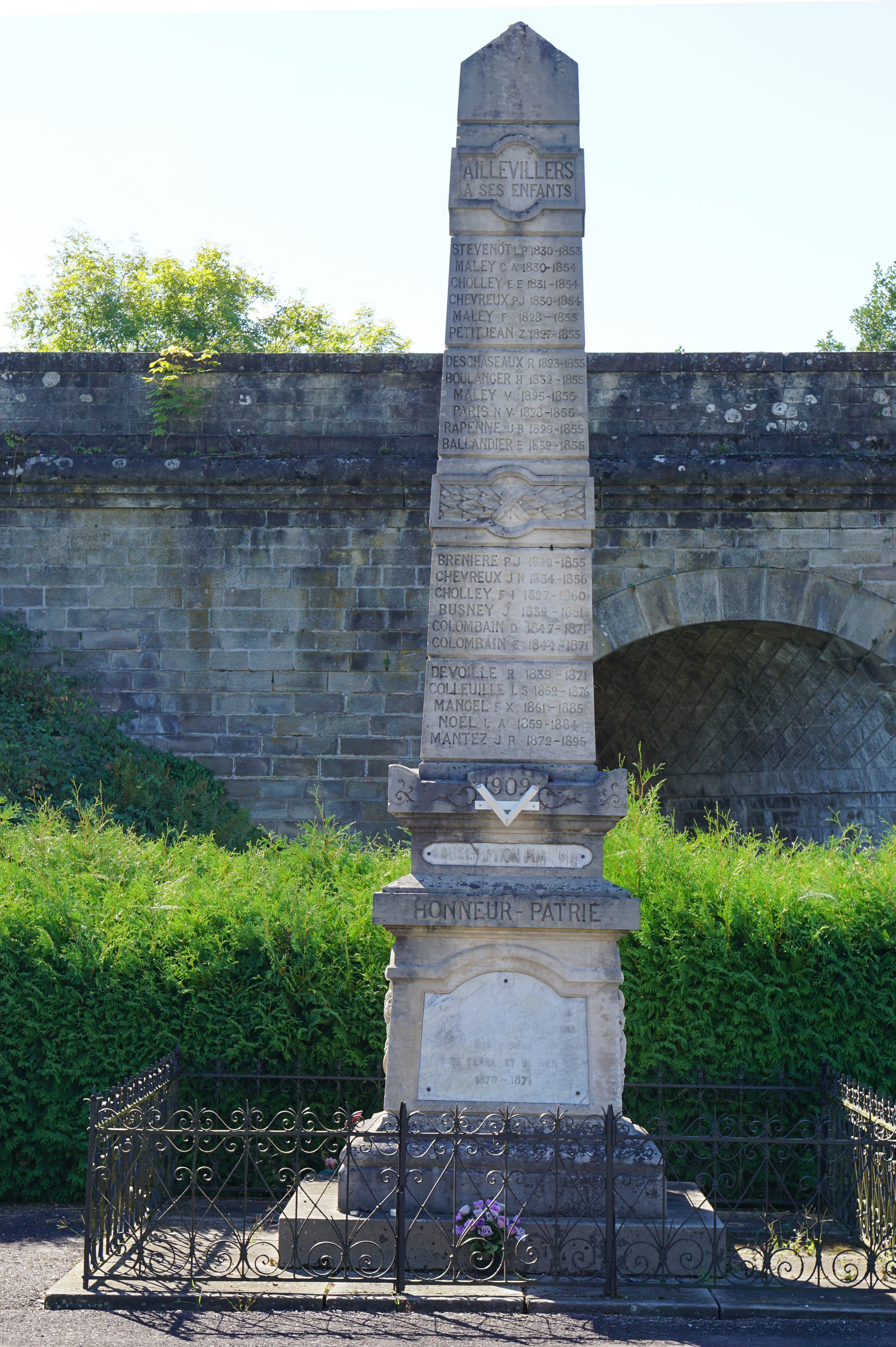
Monument aux morts des guerres de Crimée et de 1870.
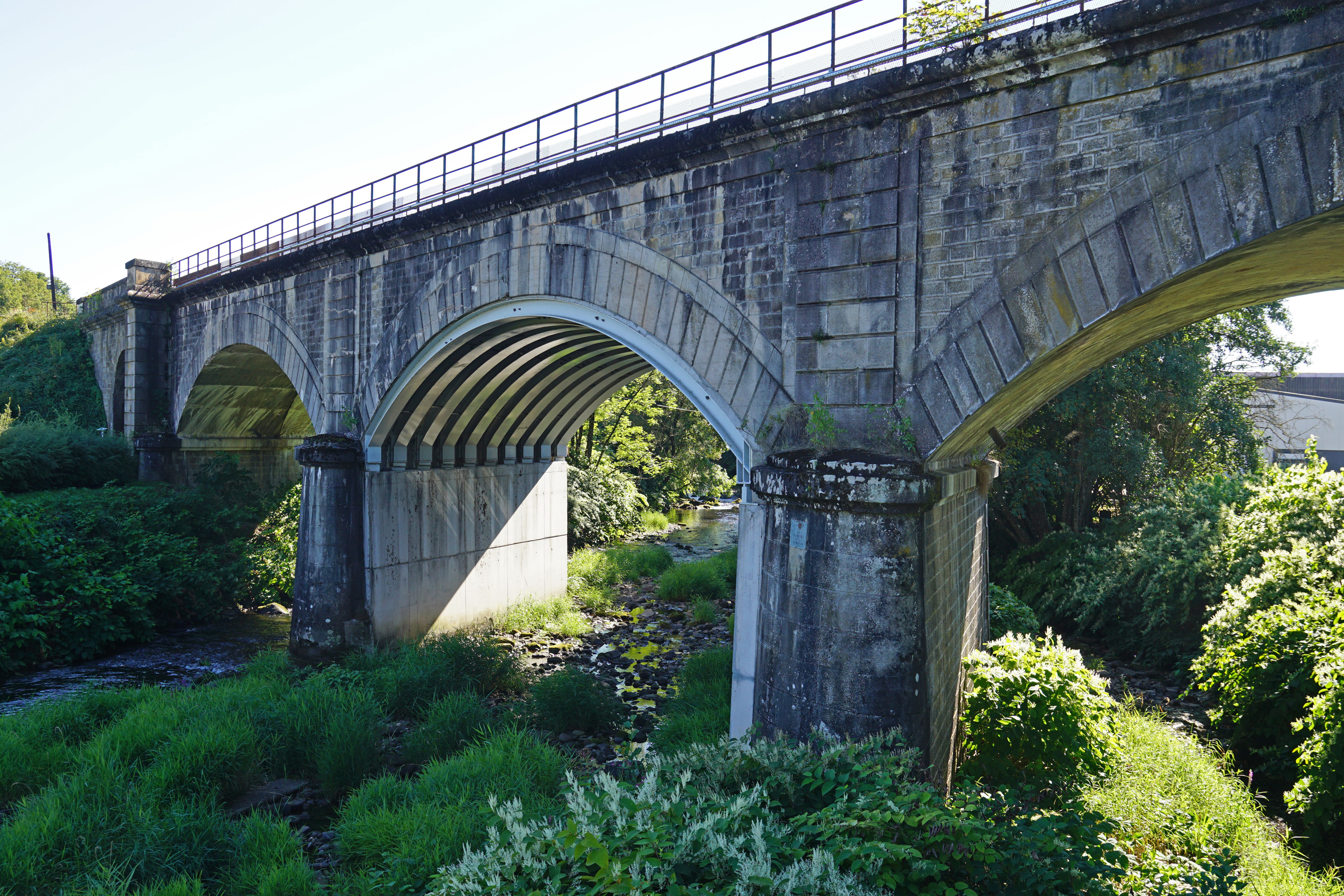
Le grand pont.
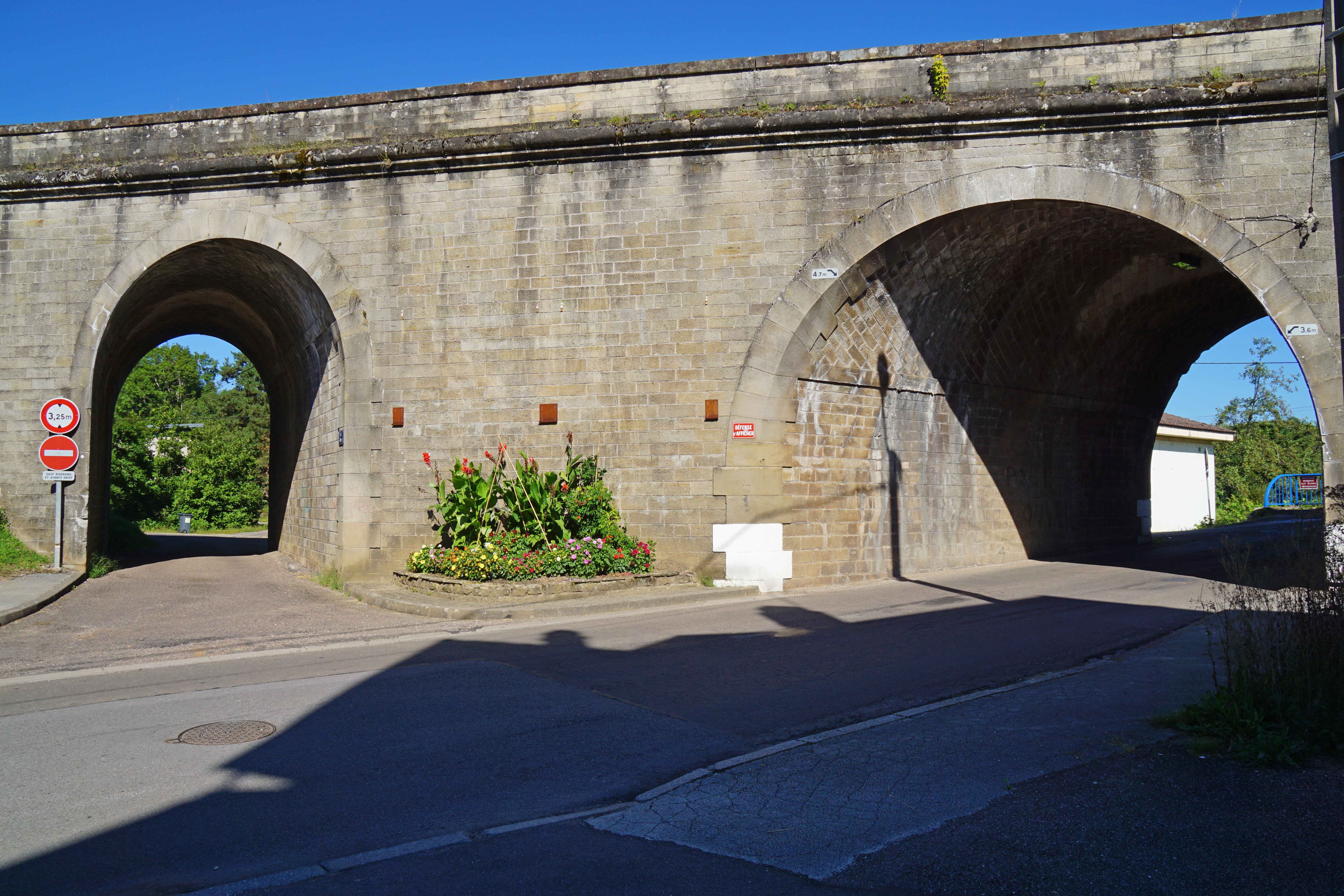
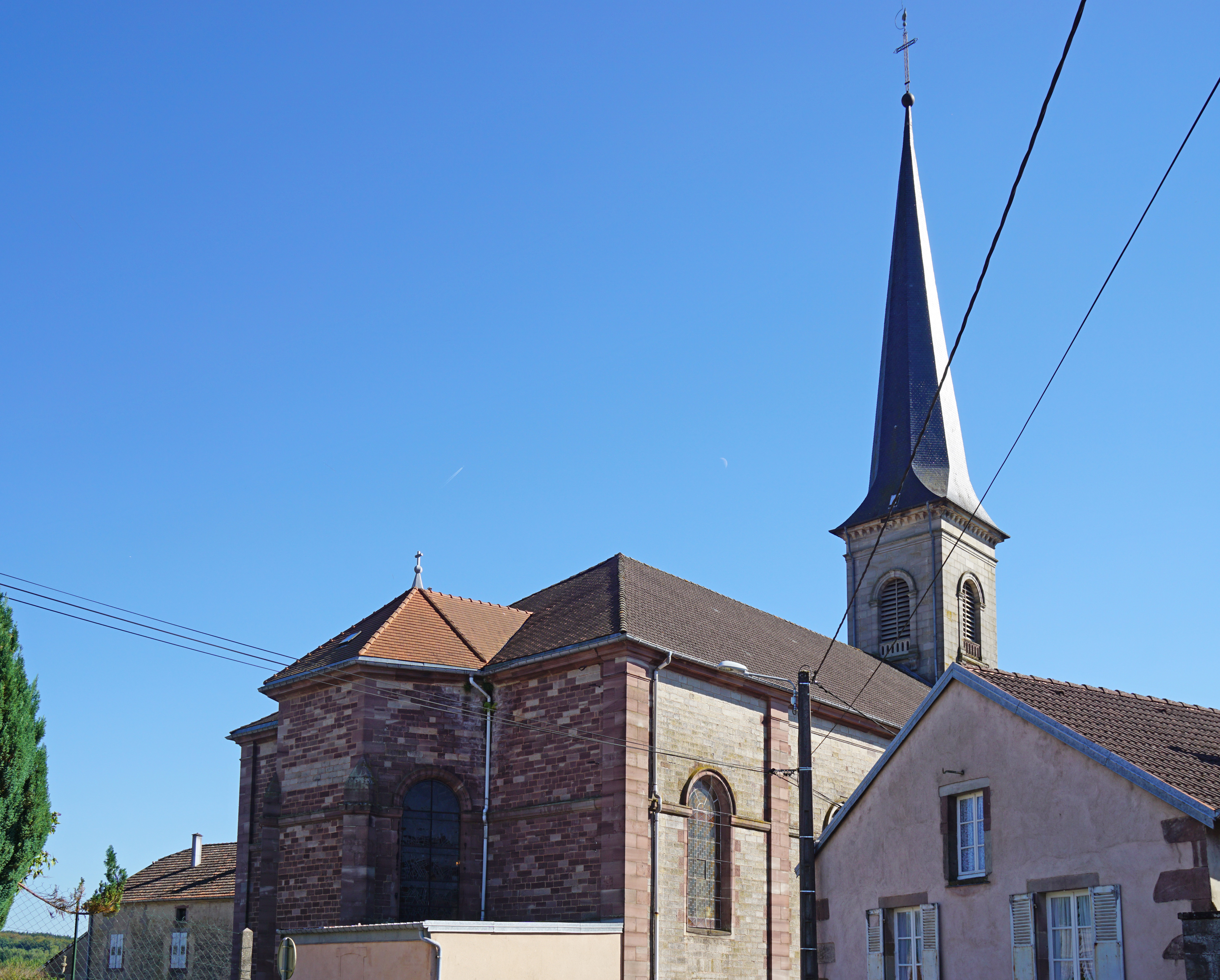
L'église.
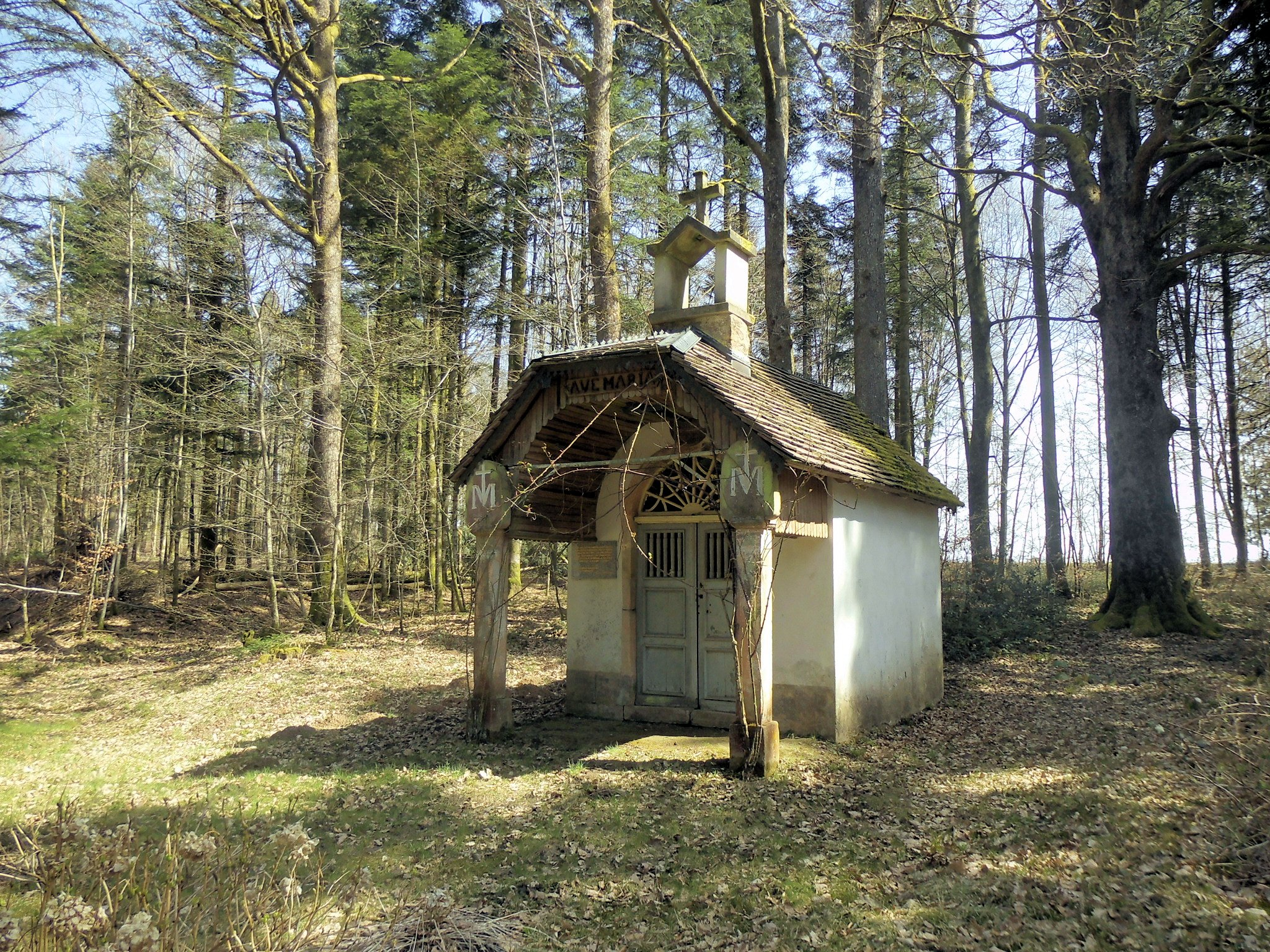
La chapelle Barrault, dite chapelle de la Vierge-de-la-Croix.

### Personnalités liées à la commune
- Georges Balandier, ethnologue et sociologue.
- Marie Dauguet, poétesse.
- Roger Munier, écrivain, traducteur et critique[26].

### Héraldique
|  | Les armes de la ville se blasonnent ainsi : coupé : au 1) d’azur semé de billettes d’or, au lion issant du même, armé et lampassé de gueules, brochant sur le tout, au second échiqueté d’argent et de gueules, à la bordure de sinople. |